# Роман Герцог
Роман Герцог (нім. Roman Herzog; 5 квітня 1934 — 10 січня 2017) — німецький політик від партії Християнсько-демократичний союз,президент Німеччини у 1994—1999 роках.

## Життєпис
Герцог народився у 1934 році у Баварському місті Ландсгут в сім'ї протестантів. Здобув юридичну освіту в Мюнхені у 1957 році та деякий час працював помічником в Мюненськом університеті. У 1966 році очолив кафедру державного права у Вільному університеті Берліна (1966—1969). У 1969—1973 — професор державних наук та політики в вищому навчальному закладі адміністративних наук у місті Шпаєр, у 1973 був обраний уповноваженим землі Райнланд-Пфальц при федеральному уряді. В 1978—1980 — міністр культури та спорту землі Баден-Вюртемберг. У 1983—1987 роках заступник голови Федерального конституційного суду ФРН в Карлсруе, а в період з 1987 по 1994 рік обіймав посаду президента цього суду. 1 липня 1994 року був вибраний на пост федерального президента Німеччини та займав цю посаду до 1999 року, коли на цій посаді його змінив Йоганнес Рау.
3—6 лютого 1998 року відвідав Україну з державним візитом, де мав зустрічі з тодішніми керівниками України президентом Кучмою і прем'єр-міністром Пустовойтенком, брав участь у підписанні міждержавних українсько-німецьких документів.
Його перша дружина, Кристіана Герцог, з якою вони прожили понад 40 років, померла 19 червня 2000 року. Другою дружиною Романа Герцога стала Александра фон Берліхинген. Мав сина, був активним курцем.